# Sadistic Intent

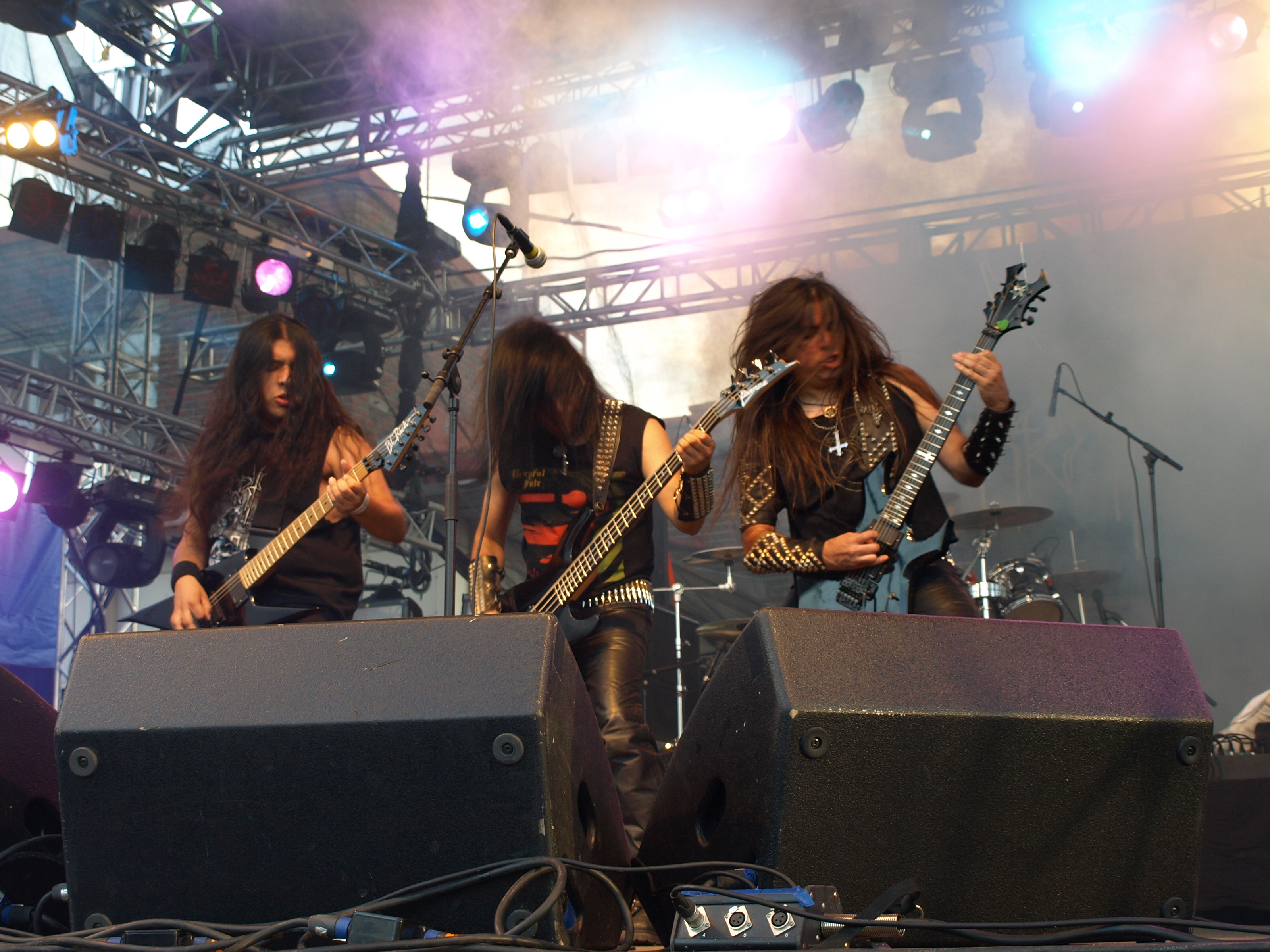
Ernesto Bueno, Bay Cortez und Rick Cortez (v. l. n. r.), live am Jalometalli 2008

Sadistic Intent ist eine 1987 gegründete Thrash-/Death-Metal-Band aus Los Angeles.

## Geschichte
Sadistic Intent ging 1987 aus der Band Devastation hervor, die ein Jahr zuvor in Los Angeles von Enrique Chavez und den Cortez-Brüdern gegründet wurde. Nach mehreren Line-up-Wechseln entstanden die ersten Demos, die stark thrash-lastig ausfielen und vor allem von Possessed, Celtic Frost, Hellhammer und Dark Angel geprägt waren. 1990 gelang es der Band, einen Plattenvertrag bei Wild Rags Records zu unterzeichnen. Die Debüt-EP Impending Doom erschien. Eine Tour durch Mexiko und die Vereinigten Staaten folgte. Nach einem Streit mit dem Label erschien die nächste EP A Calm Before the Storm 1991 im Eigenvertrieb und limitiert auf 1.000 Exemplare. Danach beherrschten wieder Line-up-Probleme die Band. Chavez und Schlagzeuger Joel Marquez verließen die Band. Marquez zog nach Mexiko-Stadt, während Chavez versuchte ein eigenes Label zu gründen. Bay Cortez übernahm daraufhin den Gesang und Emilio Marquez stieg als Schlagzeuger ein.
1993 kehrte die Band mit einem Live-Demo zurück und 1994 erschien die MCD Resurrection auf Gothic Records, dem Label des ehemaligen Sängers. 1995 folgte eine weitere EP namens Ancient Black Earth auf dem bandeigenen Plattenlabel Dark Realm. 1998 folgte eine Split-EP mit der deutschen Black-Metal-Band Ungod auf Merciless Records. Im Rahmen eines Tributealbums erhielt Sadistic Intent die Gelegenheit, einen Possessed-Song mit Originalsänger Jeff Becerra aufzunehmen. Vom Können der Band angetan, entschloss sich Becerra 2007 zusammen mit ihnen ein neues Possessed-Line-up aus der Taufe zu nehmen, welches in dieser Form bis 2010 agierte.
Sadistic Intent veröffentlichte 2002 eine EP namens Morbid Faith auf dem deutschen Label Iron Pegasus Records. Die Band ist auch heute noch aktiv und trat auf einigen Festivals, u. a. auf dem Milwaukee Metal Fest und dem Hole in the Sky 2008 in Norwegen, auf. 2008 soll nach über 20 Jahren Bandgeschichte das Debütalbum der Band unter dem Titel The Second Coming of Darkness erscheinen. Dazu kam es aber aufgrund der Possessed-Engagements nicht mehr. Stattdessen wurde nach der Auflösung dieser Possessed-Besetzung 2014 die EP Reawakening Horrid Thoughts veröffentlicht. An dieser wurde Arthur Mendiola an den Drums besetzt, da sich Emilio Marquez entschied, dauerhaft bei Possessed zu bleiben.

## Bedeutung
Trotz des relativ geringen Outputs der Band zählt sie zu den bedeutendsten Größen im Death-Metal-Underground in den Vereinigten Staaten. Sie spielte mit einigen Größen wie Morbid Angel, Immolation, Dissection und Death zusammen, sieht sich aber dem Underground verpflichtet und bemüht sich nicht um den großen Durchbruch. Ihre streng limitierten EPs wurden allerdings auch auf Kompilationen zusammengefasst, um sie einem größeren Publikum vorzustellen.

## Diskografie
- 1989: Conflict Within (Demo)
- 1990: Impending Doom (EP)
- 1991: A Calm Before the Storm (EP)
- 1993: Live at the Deathcave (Demo)
- 1994: Resurrection (EP)
- 1997: Ancient Black Earth (EP)
- 1998: Eternal Darkness / Phallus Cult (Split-7" mit Ungod)
- 2000: Resurrection of the Ancient Black Earth (Kompilation)
- 2002: Morbid Faith (EP)
- 2007: Ancient Black Earth (Kompilation)